# Carol I de Flandra

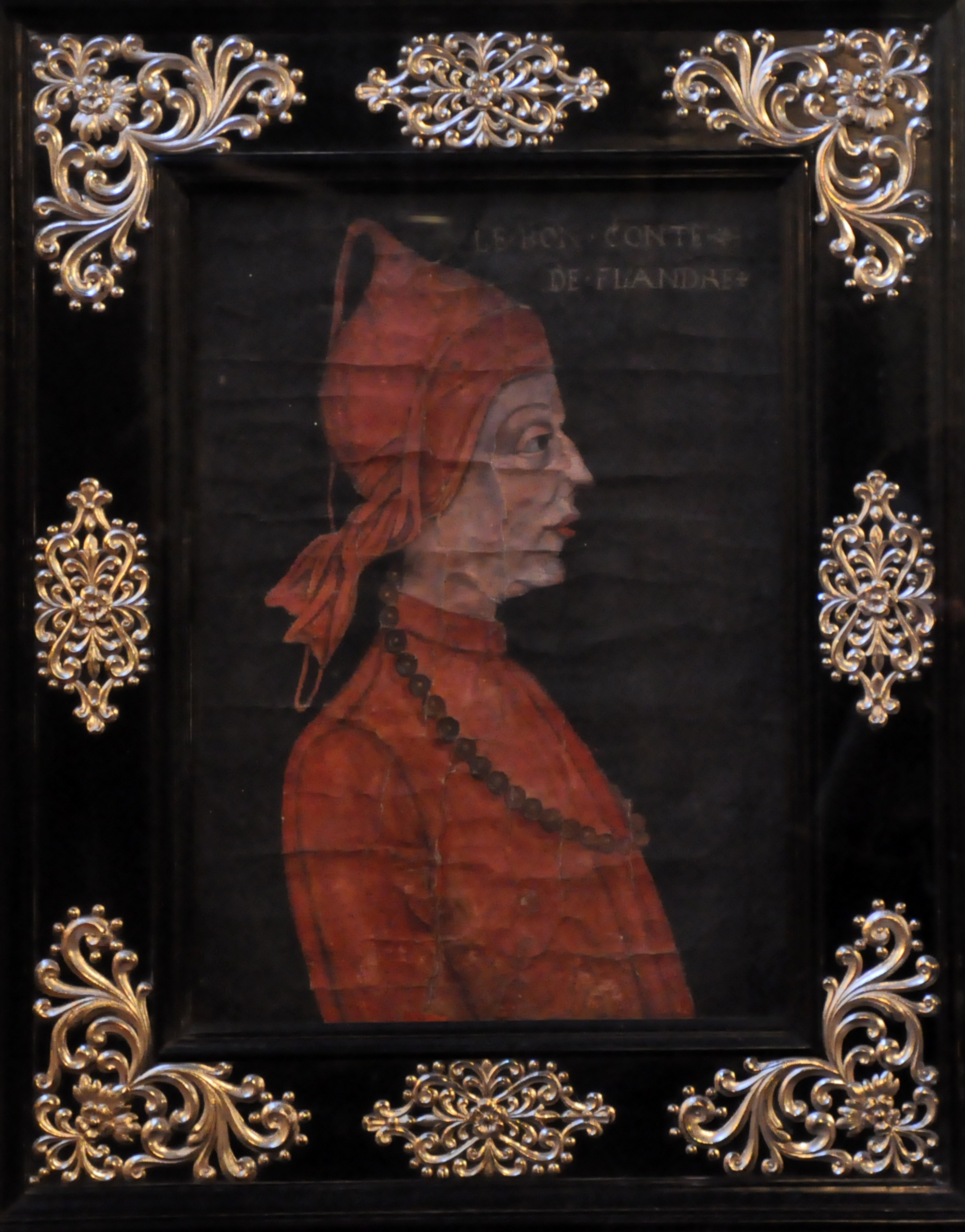
Portret al lui Carol cel Bun, catedrala Saint-Sauveur de Bruges

Carol I (supranumit "cel Bun") (n. 1083 – 2 martie 1127) a fost conte de Flandra de la 1119 până la moarte.

## Istoria
Carol s-a născut în Danemarca, fiind unicul fiu al regelui Canut al IV-lea al Danemarcei (Sfântul Canut) cu soția sa, Adela de Flandra. Tatăl său a fost asasinat în catedrala din Odense în 1086, iar Adela s-a refugiat, înapoindu-se în Flandra, luând cu sine pe Carol, pe atunci copil. Carol a crescut la curtea comitală a bunicului său, Robert I "Frizonul" și a unchiului Robert al II-lea. În 1092, Adela a plecat în sudul Italiei pentru a se căsători a doua oară, cu Roger Borsa, ducele normand de Apulia, lăsându-l pe Carol în Flandra.
În 1111, contele Robert al II-lea a murit, locul său fiind luat de vărul lui Carol, Balduin al VII-lea. Carol a fost un sfătuitor apropiat al noului conte (care era cu câțiva ani mai tânăr), care în jurul anului 1118 a stabilit căsătoria lui Carol cu moștenitoarea comitatului de Amiens, Margareta de Clermont. Balduin a fost rănit pe când lupta cu regele Franței în septembrie 1118, și, neavând copii, l-a desemnat pe Carol ca succesor înainte de a muri în 19 iulie 1119.
Carol s-a remarcat prin bunătatea sa și generozitatea față de cei săraci, iar într-o perioadă de foamete a distribuit acestora pâine. De asemenea, a luat măsuri pentru ca grânele să fie puse deoparte pentru vremuri grele și a nu fi vândute la prețuri excesive. Impulsionat de consilierii săi, el a căutat să reducă din influența exercitată de familia Erembald. Ca rezultat, Bertulf FitzErembald, prior al catedralei Sfântului Donațian din dioceza de Bruges,, a pus la cale o conspirație menită să asasineze atât pe Carol, cât și pe sfătuitorii săi.
În dimineața zilei de 2 martie 1127, pe când Carol era îngenunchiat pentru a se ruga în biserica Sfântului Donațian, un grup de cavaleri care au răspuns apelului familiei Erembald au pătruns în biserică și l-au rănit mortal. Brutala și profanatoarea crimă a unui conte devenit atât de popular a provocat o mare răscoală populară, astfel încât Carol a a fost imediat considerat ca martir și sfânt, deși din punct de vedere formal beatificarea sa a avut loc abia în 1882.
Familia Erembald, care a plănuit și a dus la îndeplinire asasinatul, a fost arestată și torturată până la moarte de către nobilii și populația din Bruges și Gent. Regele Ludovic al VI-lea al Franței, care a sprijinit răscoala împotriva Erembalzilor, și-a folosit influența pentru a fi ales drept nou conte de Flandra propriul său candidat, Guillaume Clito.